# Giorgio Olcese
Giorgio Olcese (Genova, 5 febbraio 1926) è un ingegnere, architetto e urbanista italiano.

## Biografia
Figlio di un ingegnere navale meccanico si è laureato in Ingegneria Civile Edile presso l'Università di Genova, dopo gli anni della occupazione tedesca, nell'anno 1951. Per un breve periodo ha iniziato la pratica professionale con Luigi Carlo Daneri nel cantiere di Piazza Rossetti a Genova, ben nota realizzazione urbanistico edilizia del periodo di architettura razionalista.
Nel 1952 è entrato quale dirigente al Comune di Genova preposto al settore dell'edilizia scolastica, biblioteche, cultura e musei. Dal 1952 al 1963 ha progettato e diretto la realizzazione di oltre una decina di edifici scolastici, di alcune biblioteche nell'ambito territoriale della Grande Genova.
Dal 1958 al 1961 ha collaborato con l'architetto Franco Albini e con la professoressa Caterina Marcenaro, preposta all'Ufficio Belle Arti del Comune, dirigendo i lavori terminali di restauro del Museo di Palazzo Bianco e del restauro integrale e allestimento del Museo di Palazzo Rosso (Genova). Negli stessi anni Caterina Marcenaro lo incaricò di sviluppare la progettazione e realizzazione del Museo d'arte orientale Edoardo Chiossone lasciato, per motivi personali, al solo progetto di massima da Mario Labò. Il successivo allestimento sarà opera di Luciano Grossi Bianchi.

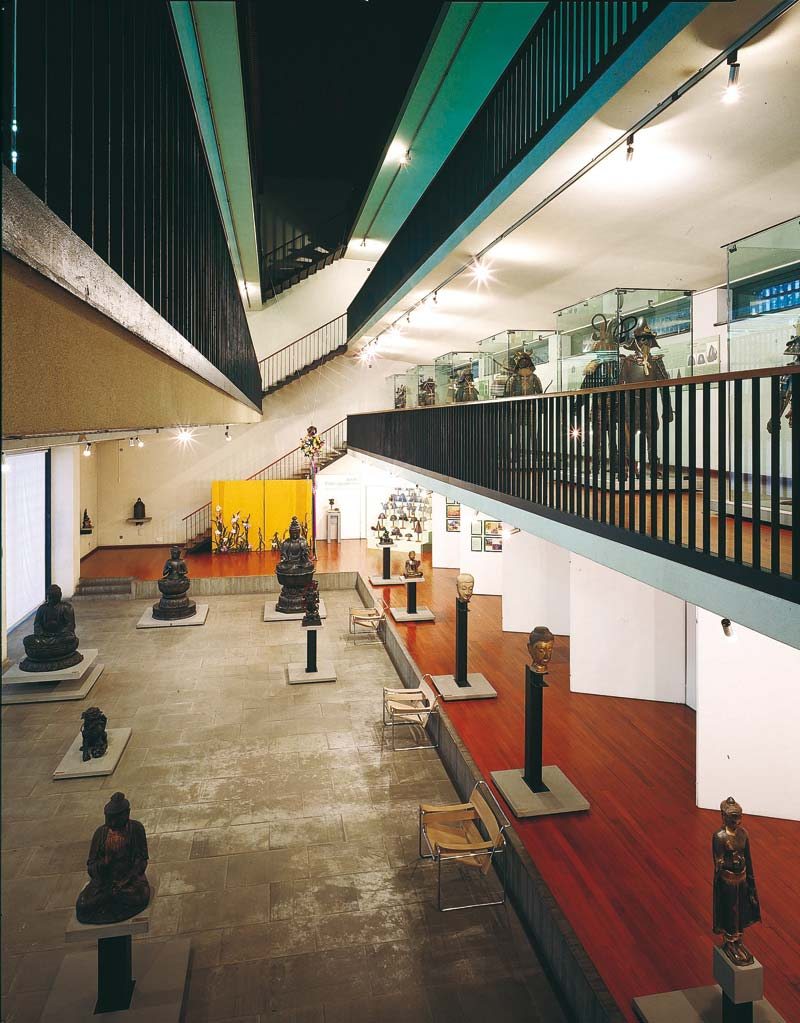
Genova, Interno del Museo d'Arte Orientale "D.Chiossone"

Nel 1961, per la ricostruzione del Teatro Carlo Felice - semidistrutto dai bombardamenti della Seconda guerra mondiale, ha proposto l'incarico a Carlo Scarpa, affiancandolo nella elaborazione di un progetto fino alla sua presentazione al Consiglio comunale. A seguito dei mancati finanziamenti per danni di guerra il progetto non ebbe seguito.
Dal Sindaco Vittorio Pertusio, nel 1961, ha ricevuto l'incarico professionale della progettazione del Nuovo Palazzo di Giustizia di Genova (1961 – 1975), insieme agli architetti Giovanni Romano e Giulio Zappa. Eretto sul sedime dello storico Ospedale di Pammatone – nel quartiere di Portoria – semidistrutto dai bombardamenti bellici, racchiude ricostruito nelle forme e con i marmi originali, il più vasto cortile e grandioso scalone monumentale della Genova tardo barocca.
Nel 1963, sempre dal Sindaco Pertusio, è stato chiamato a dirigere un “Ufficio speciale per la revisione del Piano Regolatore Generale 1959" (P.R.G. '59, primo in attuazione della Legge urbanistica del 1942) ritenuto – dalla prima Amministrazione di centro/sinistra - abnorme, inadeguato e già obsoleto. L'Ufficio - dotato anche di dodici architetti e ingegneri assunti a contratto costituendo una struttura operativa di una Commissione di urbanisti, guidati da Giovanni Astengo, incaricati per la messa a punto di un nuovo strumento urbanistico generale. L'inadempienza contrattuale di merito di tale Commissione, aprì un lungo periodo di contenzioso politico/legale, posticipando di anni il programmato obbiettivo di revisione integrale del P.R.G. 1959.
Quale Direttore del Servizio Urbanistica, tra il 1965 e il 1978, Giorgio Olcese ha elaborato varianti normative di integrazione e aggiornamento parziale alle insufficienze dello strumento urbanistico vigente; individuazione e vincoli di nuove singole aree per servizi e verde pubblici; promosso e coordinato alcuni Piani Particolareggiati, in variante al P.R.G. 1959. In particolare il Piano Particolareggiato di Via Madre di Dio che ha realizzato l'asse viario di penetrazione dalla marginale Strada Sopraelevata al Centro cittadino e il planivolumetrico di un nuovo Centro direzionale. I successivi progetti architettonici saranno di Franco Albini e Franca Helg (evocanti la Chicago fine anni ottanta), di Marco Dasso (ispirato al Neobrutalismo anglosassone) a valle del “Grattacielo dell'Orologio” (Marcello Piacentini - anni '30); mentre il Parco verde a rispetto delle cosiddette “Mura del Barbarossa” sarà di mano di Ignazio Gardella.
Dal 1968 al 1976 – previa consulenza specialistica sulle principali tematiche, quali le grandi infrastrutture portuali, ferroviarie, stradali, di trasporto in genere; i problemi industriali, commerciali e di livello metropolitano, opportunamente discussi con un aperto “Dialogo con la città” e raccolti in una “Relazione di Sintesi” curata dall'urbanista Silvano Tintori - ha elaborato l'atteso nuovo Piano Regolatore Generale, portato all'adozione del Consiglio Comunale di Genova soltanto con la subentrata prima Amministrazione di sinistra – Partito Comunista e Partito Socialista, Sindaco Fulvio Cerofolini - nella primavera del 1976. Il nuovo P.R.G. - che con l'innovativa procedura regionale di approvazione diventerà legge solo nel 1980 - prevedeva, tra l'altro, un ragionevole ridimensionamento socio/economico e di capacità insediativa territoriale; l'integrale tutela storico/ambientale del Centro Storico di impronta Medioevale e dei quartieri tardo ottocenteschi e del primo novecento e di tutti i nuclei storici dei 25 comuni minori, accorpati al Centro urbano della città nel 1926, con la formazione della “Grande Genova”; la razionalizzazione dei sistemi viari urbani e autostradali, ferroviari, di trasporto urbano con la previsione di due linee metropolitane; la creazione di sette grandi parchi urbani dalla cerchia delle Mura tardo/barocche, che racchiudono secolarmente il centro urbano, alle pendici dominate dai numerosi Forti, ai più pregiati comprensori naturalistici e ambientali delle due riviere urbane da Voltri a Nervi/S.Ilario.
Significativo un primo vincolo, all'epoca forzatamente subito dai vertici del Consorzio Autonomo del Porto di Genova (amministrazione statale) per la restituzione ad aperte funzioni urbane di aree portuali in zona Mandraccio, alla radice del Molo Vecchio, da molti decenni racchiuse da una insormontabile recinzione doganale, vietando ai cittadini ogni possibile relazione di affaccio sulle acque del porto.
L'ing.Olcese, nominato – nel quadro di una totale ristrutturazione dei Servizi Tecnici, da lui proposta ed attuata dal Comune di Genova – Coordinatore del nuovo “Dipartimento del Territorio” ha presieduto – dal 1978 al 1992 – il Comitato Tecnico per la gestione del territorio genovese.
Nel periodo ha impostato e coordinato la progettazione e realizzazione di alcuni dei più rilevanti interventi urbanistici in tema di insediamenti e infrastrutture.
L'ing. Olcese, pensionato nell'anno 1991, è stato chiamato a consulenza dell'“Ente Colombo '92” per sovraintendere alla realizzazione dell'Expo 1992 (Genova) e, contestualmente, a consulente del Comune di Genova per la realizzazione di alcune grandi opere collegate al momento espositivo, in primis alla pedonalizzazione di piazza Caricamento, mediante un sottovia veicolare, e al prolungamento della Linea Metropolitana di Genova fino alla Stazione di Genova Piazza Principe, la più prossima, in allora, all'ambito espositivo.
Con lo scioglimento dell'"Ente Colombo '92" alla fine del 1993 – in quanto ente preposto soltanto alle Celebrazioni Colombiane – l'Ing. Olcese è rientrato definitivamente in pensione.
Nell'autunno 2014 – in occasione, ancora una volta, della drammatica esondazione del torrente Bisagno nel centro/levante della città - è stato richiesto ad Olcese di testimoniare dell'unica possibile e definitiva soluzione, a suo tempo studiata e progettata, per la messa a regime costante e sicuro del minaccioso corso d'acqua.
Con la realizzazione di uno “scolmatore”, diga di sbarramento e tracimazione, opportunamente localizzata sul medio corso del torrente, atta a derivare il troppopieno, in caso di alluvione, direttamente al mare, mediante una galleria capace di raccogliere anche la acque di affluenti lungo il tratto finale. Opera pubblica che l'ing. Olcese, in veste di Coordinatore del territorio, aveva individuata, programmata e già avviata a realizzazione, per centinaia di metri, all'inizio degli anni '90.
Bloccata negli anni della cosiddetta “Tangentopoli” da una indagine della Magistratura penale – poi risultata infondata – è ancora soluzione insostituibile, mai ripresa, nel successivo ventennio, dalle Amministrazioni comunali che si sono succedute al governo della città.

## Piani urbanistici di insediamento e sviluppo

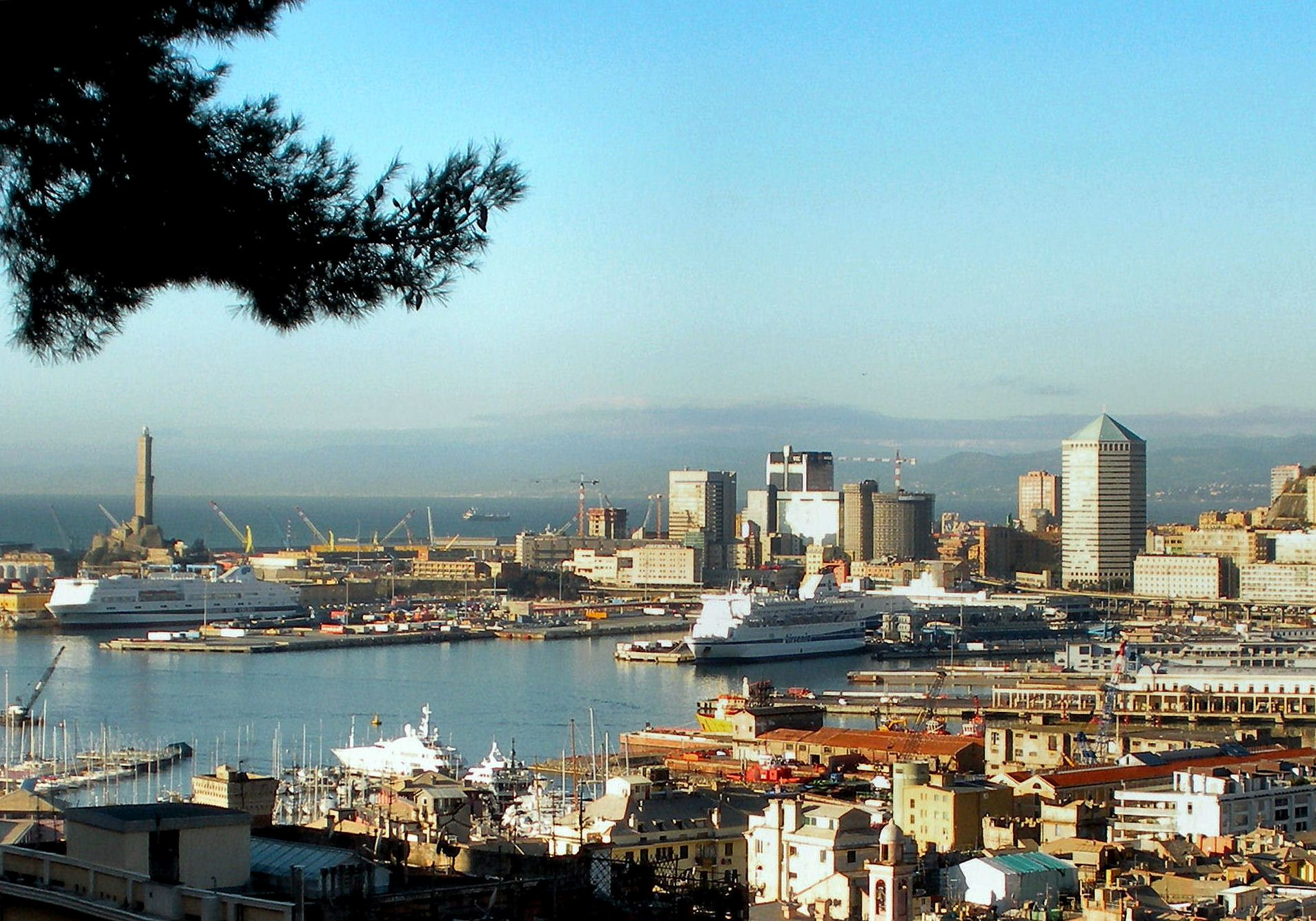
Vista panoramica della Lanterna e del quartiere di San Benigno

- il nuovo Centro Direzionale di San Benigno che – in mediazione con il Consorzio Autonomo del Porto di Genova – restituisce a funzioni direzionali della città buona parte dell'area demaniale residuale dalla demolizione dell'estremità del promontorio omonimo (anni '30 in funzione dei tombamenti per i nuovi sporgenti a formare l'estensione portuale del bacino di Sampierdarena). Il Centro di San Benigno, dimensionalmente adeguato a nuove funzioni direzionali urbane e para-portuali, sito a ridosso della cinquecentesca Lanterna di Genova – simbolo della città - e localizzato sul nodo di raccordo tra la rete autostradale, in corrispondenza del casello Genova/Ovest, la sopraelevata Aldo Moro e la rete viaria cittadina, è stato volutamente destinato a realizzare un nuovo equilibrio delle funzioni direzionali fino ad allora prevalenti nelle aree di centro/levante. (planivolumetrico di Piero Gambacciani, Rossella Garibaldi e Piero Vitiello – progetti architettonici di Piero Gambacciani & Rossella Garibaldi, Andrea Messina, Stefano Porta, Gino Valle, Raúl de Armas della Skidmore, Owings and Merrill di New York per il grattacielo, denominato “Matitone” divenuto in seguito sede degli Uffici del Comune di Genova);
- il Piano Particolareggiato di insediamento della nuova Facoltà di Architettura sulla storica collina di Sarzano, cuore primario della città (planivolumetrico di Ignazio Gardella; progetti architettonici di Ignazio Gardella e Luciano Grossi Bianchi);
- il Piano Particolareggiato di Corte Lambruschini sul margine orientale di piazza Verdi (planivolumetrico di Piero Gambacciani & Rossella Garibaldi - progetti architettonici di Piero Gambacciani & Rossella Garibaldi e di Marco Dasso);
- il Piano Particolareggiato di recupero e riuso del seicentesco Ex Seminario Arcivescovile, in via Fieschi, con l'inserimento e la realizzazione della nuova sede della Biblioteca Civica Berio (progetto di Piero Gambacciani);
- i Piani di Edilizia Economica e Popolare (P.E.E.P. - in attuazione della Legge 167/1962) localizzati a Sestri Ponente, Borzoli, Pra' nel ponente cittadino; Begato in Val Polcevera; S.Eusebio in Val Bisagno; Quarto dei Mille alto nel levante cittadino.

## Infrastrutture viarie, di trasporto pubblico, ferroviarie
- il primo tratto di linea Metropolitana di Genova sul tracciato “Rivarolo – Certosa - Di Negro – Stazione Principe – Darsena - Caricamento - Sarzano - De Ferrari - Corvetto – Stazione di Genova Brignole “con la riutilizzazione, opportunamente ristrutturata, della Galleria Di Negro-Certosa (decenni addietro a percorso tranviario) di concerto con l'Azienda Municipalizzata Trasporti (A.M.T.), potendo, negli anni '80, attingere a finanziamenti statali a ciò finalizzati. Ne ha quindi coordinato la realizzazione, affidata in concessione all'Ansaldo Trasporti- del gruppo Ansaldo – scegliendo Renzo Piano come architetto progettista del “sistema”, nonché delle prime stazioni: Certosa, Di Negro, Stazione Principe, Darsena, Caricamento;
- la realizzazione, per fasi progettuali successive, del Porto di Voltri – avviate già dal 1963 su strutture a moli tradizionali ordinati a pettine, ma gradualmente evoluto alle caratteristiche di Porto “all/containers” alla fine degli anni '80. Gestendo - in relazione con il Consorzio Autonomo del Porto di Genova – le incisive tematiche afferenti alle cave di prestito, all'intensivo trasporto degli inerti e alle fasi di riempimento degli spazi acquei marini per la formazione, ivi, del vastissimo piazzale di movimentazione e deposito, del pertinente banchinamento di accosto e della diga foranea. Mediando l'impatto sul fronte urbano della costa abitata di Pra'-Voltri, già fruente di una lunga spiaggia libera così perduta, con la creazione di un ampio canale di acque calme, contornato da un parco verde urbano;
- l'elaborazione di un “progetto di fattibilità” del Terzo Valico Ferroviario – in collaborazione con il Capo Compartimento pro/tempore delle Ferrovie dello Stato Italiane e con l'Ingegnere Capo del Consorzio Autonomo del Porto di Genova - sulla direttrice oltre-appennino padana (Terzo valico – il cui progetto sarebbe stato ripreso e sviluppato dal COCIV all'inizio degli anni '90);
- il tracciato di una “Bretella autostradale” da Rivarolo a Voltri, portata all'esecutivo e ad un primo lotto di finanziamento dalla Società Autostrade nella seconda metà degli anni '80 (contestata, sospesa e in seguito ripresa e rinominata Gronda di Genova, oltre che ridiscussa nel tracciato).
- Pianificato, nel contempo, il declassamento dell'attuale tratto autostradale Ponte Morandi/Voltri, - inserito ad eccesso sotto il profilo ambientale nel territorio densamente urbanizzato del Ponente cittadino - a strada veloce urbana, con adeguati svincoli di accesso, quartiere per quartiere;
- infrastrutture ferroviaria ed autostradale ritenute indispensabili a supportare il potenziale ruolo di grande porto commerciale, già incrementato dall'infrastruttura “allcontainers” del Porto di Voltri, e dalla graduale trasformazione dei moli e degli spazi acquei dei bacini di Genova/Sampierdarena, dalla Lanterna di Genova alla foce del torrente Polcevera, alle tecniche di trasporto marittimo in continua e rapida evoluzione.

## Porto e città: l'Operazione Porto Antico

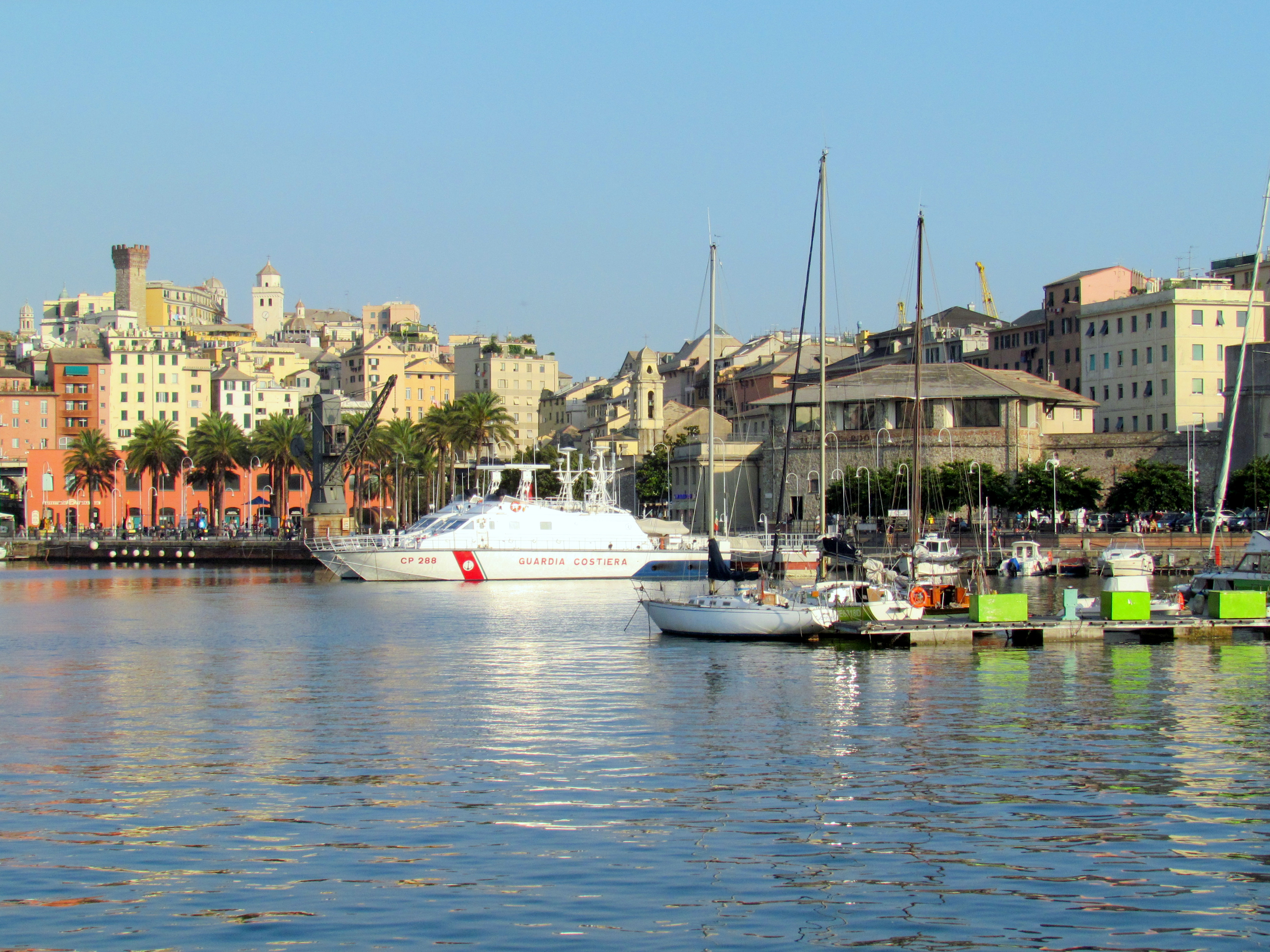
L'area portuale del Mandraccio nel Porto Antico di Genova

Determinante è stato, negli anni ottanta, l'iniziativa e il ruolo di Giorgio Olcese nel condurre a risultato la restituzione alla città dell'area del Mandraccio (già vincolata con il P.R.G. 76/80), dilatata all'intero arco del porto storico dal Molo Vecchio alla Darsena (peraltro storicamente già di proprietà comunale, in permuta degli storici finanziamenti del Comune di Genova per il lontano trasferimento dell'Arsenale Militare, ivi per secoli consolidato, alla più vasta ed adeguata sede di La Spezia) divenuto comprensorio urbano denominato “Porto antico di Genova”.
L'entrata in esercizio del nuovo Porto di Voltri e, soprattutto, la irreversibile rivoluzione dei traffici marittimi con la rapidissima affermazione delle navi portacontainers, rendeva totalmente obsoleta, per insufficienza di fondali e assoluta mancanza di spazi a terra, la parte storica più interna del Porto commerciale di Genova. Per una piena corrispondenza di intenti con il Prof. Pierandrea Mazzoni – docente di Diritto urbanistico, dotato di aperte visioni, e consulente di entrambi i Presidenti Roberto D'Alessandro, pro-tempore al vertice del Consorzio Autonomo del Porto di Genova, e Rinaldo Magnani, Presidente della Liguria - Olcese e Mazzoni decisero di mettere a punto un “Protocollo di intesa” da proporre alla sottoscrizione dei tre vertici presidenziali. Per affrontare, in termini e modalità se possibile condivise, le relazioni territoriali tra Città e Porto in ordine alla destinazione dell'ambito più interno del porto storico.
Il Protocollo prevedeva, a tal fine, l'incarico di definirne i termini ad un ristretto e agile gruppo di lavoro, proprio coordinato dalla coppia Olcese/Mazzoni, formato da soli sei membri, due designati da ognuno dei tre Enti (Commissione tecnica che Olcese praticamente definì “Commissione Triporto “). Le proposte esito del lavoro comune in ventisette sedute di lavoro, sono state rassegnate ai tre Presidenti nel luglio 1986 e da questi integralmente condivise ed approvate. Particolarmente significativa la coerenza e fermezza del Presidente D'Alessandro nel sostenere e difendere il mandato assegnato alla Commissione Triporto in confronto dialettico, ampiamente dibattuto sulla stampa cittadina, con tentativi di inserimenti del mondo imprenditoriale privato, culminati con l'eclatante proposta di uno strabiliante nucleo architettonico, noto come “Il Cono di Portman”, dal nome di un affermato architetto statunitense, largamente e con successo operante nella città di Atlanta e in non poche grandi metropoli in America e in altre parti del mondo. La ristrutturazione del vasto ambito portuale acquisito alla città ha consentito, pro tempore, su progetto affidato al genovese architetto Renzo Piano, la realizzazione dell'Esposizione Colombiana: Expo 1992 (Genova) nel cinquecentesimo centenario della scoperta dell'America nel 1492.
Il Porto antico di Genova, focalizzato sull'Acquario, sul Centro Congressi, sul vasto edificio polifunzionale degli ex Magazzini del Cotone, sulla suggestiva Via del Mare, sul Museo Emanuele Luzzati - allestito nei baluardi della porta Siberia di Galeazzo Alessi – sarebbe divenuto primaria attrattiva per il tempo libero dei cittadini e sperimentato richiamo per il turismo.

## Principali progetti, realizzazioni e collaborazioni

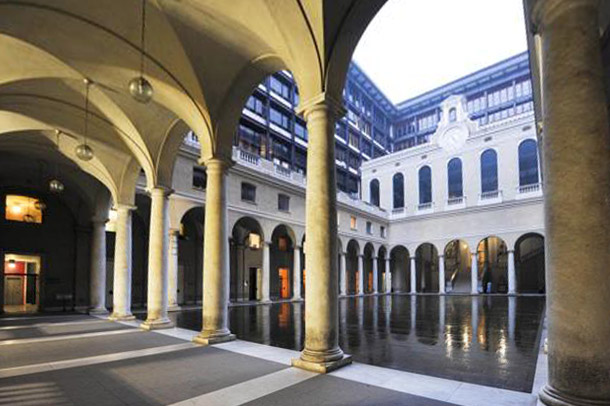
Il cortile dello storico Ospedale di Pammatone, ricostruito all'interno del nuovo Palazzo di Giustizia di Genova

Tutti i progetti elencati sono stari realizzati a Genova.
- 1953 - 1954 - Scuola elementare a San Giacomo di Molassana.
- 1955 - Primo premio del Concorso e realizzazione del Teatro Margherita (in collaborazione con Marco Lavarello, Vincenzo Oddi, Renato Toninelli).
- 1956 - 1958 - Scuola materna, elementare e vespertina a Fabbriche di Voltri in Val Cerusa.
- 1956 - 1958 - Scuola materna a Perogrosso in Val Cerusa.
- 1956 - 1958 - Completamento del restauro murario di Palazzo Bianco.
- 1956 - 1961 - Collaborazione e direzione lavori del Restauro di Palazzo Rosso (progetto di Franco Albini e allestimento con Caterina Marcenaro).
- 1957 - 1959 - Istituto Professionale Industriale “Alessandro Volta" a Sestri Ponente (ridenominato successivamente “Attilio Odero").
- 1957 - 1960 - Chiesa Parrocchiale a Fumeri in Alta Val Polcevera.
- 1958 - 1960 - Scuola Elementare e materna a San Quirico in Val Polcevera.
- 1958 - 1961 - Scuola Elementare e Media “Giovane Italia” in via Montaldo.
- 1958 - 1964 - Civica Biblioteca in via Cantore Sampierdarena.
- 1959 - 1962 - Istituto Artistico Industriale “Duchessa di Galliera” in Corso Mentana.
- 1959 - 1962 - Nuova sede della Società polisportiva “Andrea Doria" in Carignano.
- 1959 - 1962 - Trasformazione in Scuola Alberghiera della Villa Candida in Albaro.
- 1959 - 1962 - Progetto esecutivo del “Museo d'arte orientale Edoardo Chiossone” (su progetto di massima di Mario Labò / allestimento di Luciano Grossi Bianchi).
- 1960 - 1961 - Progetto del Teatro dei Parchi – stagionale all'aperto – “Festival del Balletto” di Nervi (in collaborazione con Vincenzo Oddi).
- 1960 - 1963 - Assistenza a Carlo Scarpa per l'elaborazione del primo Progetto di ricostruzione del “Teatro Carlo Felice” (non realizzato).
- 1961 - 1964 - Scuola Media “Villa Rossi” a Sestri Ponente.
- 1962 - 1964 - Progetto del Palazzo per le “Biblioteche riunite” in via SS. Giacomo e Filippo (in collaborazione con Marco Dasso – non realizzato).
- 1962 - 1964 - Progetto di Scuola Media in Piazzale Parenzo.
- 1962 - 1964 - Progetto di Scuola Materna “Gnecco Massa” in via Antica Romana di Quarto dei Mille.
- 1962 - 1964 - Progetto della Scuola Media “Galeazzo Alessi” in Piazza Bonavino a Pegli.
- 1962 - 1975 - Progetto e realizzazione del nuovo “Palazzo di Giustizia di Genova” sul sedime del semidistrutto “Ospedale di Pammatone" (in collaborazione con Giovanni Romano e Giulio Zappa).

## Pianificazione e coordinamenti urbanistici
- 1963 - 1965 - Direzione dell'Ufficio Speciale per la revisione del Piano Regolatore Generale del 1959 (P.R.G.1959)- Incarico a "Commissione Astengo”.
- 1963 - 1991 - Coordinamento urbanistico tra pianificazione comunale e realizzazioni del Consorzio Autonomo del Porto di Genova (C.A.P.) nelle fasi di costruzione del nuovo Porto di Voltri. Progettazione del canale di calma di Pra', quale fascia di rispetto urbano.
- 1965 - 1966 - Piano Particolareggiato per la ricostruzione del Quartiere di Via Madre di Dio.
- 1968 - 1976 - Elaborazione, formazione e adozione del nuovo Piano Regolatore Generale 1976/80 (P.R.G. 1980).
- 1978 - 1991 - Promozione, definizione e approvazione e coordinamento dei Piani di Edilizia Economica e Popolare (P.E.E.P.) ex lege n.167/62 a Sestri Ponente, Borzoli, Pra', Begato, Sant'Eusebio, Quarto dei Mille alto.
- 1978 - 1991 - Promozione, approvazione e coordinamento tecnico/amministrativo – di concerto con il C.A.P. - del Centro Direzionale di San Benigno (elaborazione planimetrica e volumetrica di Piero Gambacciani e Piero Vitiello).
- 1978 - 1991 - Coordinamento del “Piano Direttore della mobilità urbana”.
- 1978 - 1991 - Coordinamento del Gruppo di Lavoro per la realizzazione della linea Metropolitana di Genova (concessionaria “Ansaldo Trasporti”).
- 1982 - 1986 - Promozione e approvazione dello “Studio organico di insieme” per la salvaguardia del Centro Storico di impronta medioevale con la collaborazione di Sandro Cassini e Maria Caterina Cifatte  e i contributi di Edoardo Benvenuto, Luciano Grossi Bianchi, Giancarlo De Carlo, Ignazio Gardella, Renzo Piano, Lodovico Barbiano di Belgioioso, Cesare Fera.
- 1982 - 1991 - Promozione, approvazione e coordinamento del Piano Particolareggiato di Corte Lambruschini (elaborazione planivolumetrica di Piero Gambacciani, Rossella Garibaldi e Marco Dasso).
- 1983 - 1991 - Promozione, approvazione e coordinamento del Piano di Recupero dell'ex Seminario Arcivescovile (nuova sede della Biblioteca Civica Berio – progetto Piero Gambacciani e Rossella Garibaldi).
- 1983 - 1991 - Individuazione e parziale messa a punto di un “sistema informatico” per la gestione urbanistica del Territorio, fornendo consulenza collaborativa alla Società IBM - presentato alla Scuola Superiore di Pisa e al Consiglio Nazionale delle Ricerche – (successivamente rimasto inapplicato).
- 1984 - 1986 - “Operazione Porto antico” – Iniziativa e messa a punto (in collaborazione con Pierandrea Mazzoni) del “Protocollo di intesa” tra Sindaco di Genova, Presidente del Consorzio Autonomo del Porto di Genova. e Presidente della Regione Liguria. Coordinamento della “Commissione Triporto" (Giorgio Olcese & Pierandrea Mazzoni con Paolo Grimaldi, Gian Franco Minucci, Renzo Piano, Carlo Vinelli) per il progetto di riuso del porto vecchio.
- 1986 - 1991 - Individuazione - quale soluzione alle esondazioni del torrente Bisagno - di uno “scolmatore”. Appaltato e avviato il primo lotto dei lavori.

## Consulenze Tecniche Operative
- 1989 - 1993 - dall' “Ente Colombo '92” - ristrutturazione integrale del Porto Antico (progetto di Renzo Piano e Peter Chermayef) primariamente quale sede dell'"Expo 1992 (Genova)".
- 1991 - 1992 - dal Comune di Genova – realizzazione del sottopasso veicolare per la pedonalizzazione di piazza Caricamento in occasione dell'"Expo 1992 (Genova)".
- 1991 - 1992 - dal Comune di Genova – completamento della linea Metropolitana di Genova fino alla Stazione di Principe.

## Scritti
- GENOVA - “Nel quadro di Genova Metropolitana/la dimensione Comunale” - rivista mensile – nº4-5 aprile-maggio 1971.
- “URBANISTICA 1973” - Corso di aggiornamento professionale - “Strumenti urbanistici generali ed esecutivi - elementi tecnici” - S.I.L.P.I. Genoa – giugno 1973.
- P.R.G. 1976 – Relazione illustrativa – Comune di Genova - volume 1 – stampatore Sagep 1976.
- P.R.G. 1976 – Presentazione al Consiglio Comunale - volume 5 – stampatore Sagep 1976.
- L'INDUSTRIA DELLE COSTRUZIONI – dr.ing.Giorgio Olcese - “Il Nuovo Palazzo di Giustizia di Genova” – rivista tecnica dell'ANCE – nº83 del settembre 1978.
- SPAZIO e SOCIETA' - “Genova o della dinamica per quanti" - c/o Rivista internazionale diretta da Giancarlo De Carlo – nº44 – ottobre-dicembre 1988.
- GB PROGETTI - “Un ritratto di Genova” - nº7 maggio-giugno 1991.